# Beranje
Beranje (em cirílico:Берање) é uma vila da Sérvia localizada no município de Požarevac, pertencente ao distrito de Braničevo, na região de Braničevo. A sua população era de 491 habitantes segundo o censo de 2002.

## Demografia
| 1948 | 1953 | 1961 | 1971 | 1981 | 1991 | 2002 |
| ---- | ---- | ---- | ---- | ---- | ---- | ---- |
| 940  | 933  | 914  | 862  | 827  | 759  | 491  |